# 刘熙
劉熙（312年？—329年），匈奴人，十六國時期前趙帝劉曜之子，為劉曜之后羊獻容所生，前趙光初二年（319年）被冊封為皇太子。

## 生平
光初十一年（328年），劉曜兵敗為後趙所俘，劉熙成為前趙實際上的領導人，但並未登基稱帝。次年（329年），後趙中山公石虎大破前趙軍，劉熙被擒，不久被殺，前趙自此滅亡。